# Едуар Молинаро
Едуар Молинаро (на френски: Édouard Molinaro) е френски кинорежисьор, сценарист.

## Биография
Роден е на 13 май 1928 г. в Бордо, Франция. От млад става филмов фен и участва в много конкурси на любителски късометражни филми.
Първият му филм е издаден през 1957 г. и получава положителен отговор от критиците. След още няколко филма в началото на 1960-те години той става известен режисьор. През 1961 г. е член на журито на филмовия фестивал в Кан. Няколко комедии, включително два филма със звездата от 1960-те години Луи дьо Фюнес, утвърждават позицията му на успешен режисьор.
През 1978 г. заснема филма „Клетка за луди“, който получава Златен глобус през 1980 г. за най-добър чуждоезичен филм. Номиниран е за „Оскар“ за режисура и написването на сценария.
Едуар Молинаро умира на 85-годинишна възраст в Париж на 7 декември 2013 г. в резултат на белодробна недостатъчност.

## Избрана филмография
| Година | Филм                 | Оригинално заглавие                |
| ------ | -------------------- | ---------------------------------- |
| 1959   | Свидетел в града     | Un témoin dans la ville            |
| 1964   | Лов на мъже          | La Chasse à l’homme                |
| 1967   | Оскар                | Oscar                              |
| 1969   | Замразеният          | Hibernatus                         |
| 1969   | Моят чичо Бенжамен   | Mon oncle Benjamin                 |
| 1973   | Досадникът           | L’Emmerdeur                        |
| 1976   | Дракула – баща и син | Dracula père et fils               |
| 1980   | Съблазнителите       | Les seducteurs                     |
| 1988   | Вляво от асансьора   | À gauche en sortant de l’ascenseur |